# 硫橄榄菌属
硫橄榄菌属（学名：Thiobaca）為着色菌目着色杆菌科的一属细菌。此属的模式种且为唯一种是Thiobaca trueperi。

## 下属物种
- Thiobaca trueperi Rees et al., 2002